# Фридерика Гессен-Дармштадтская (1752—1782)
Фридерика Каролина Луиза Гессен-Дармштадтская (нем. Friederike Caroline Luise von Hessen-Darmstadt; 20 августа 1752, Дармштадт — 22 мая 1782, Ганновер) — принцесса Гессен-Дармштадтская, в замужестве герцогиня Мекленбург-Стрелицкая. Мать королевы Пруссии Луизы.

## Биография
Фридерика — дочь принца Георга Вильгельма Гессен-Дармштадтского, второго сына ландграфа Людвига VIII Гессен-Дармштадтского, и его супруги Марии Луизы Альбертины Лейнинген-Дагсбург-Фалькенбургской, дочери графа Кристиана Карла Рейнхарда Лейнинген-Дагсбургского.
18 сентября 1768 года в Дармштадте Фридерика вышла замуж за герцога Мекленбург-Стрелицкого Карла, который в это время занимал пост губернатора короля Георга III в Ганновере. В их браке родилось 10 детей. Две дочери стали женами королей: Луиза — короля Пруссии Фридриха Вильгельма III и Фридерика — короля Ганновера Эрнста Августа I.
Фридерика умерла в возрасте 29 лет при родах своего десятого ребёнка в Ганновере. После смерти Фридерики Карл женился на её родной сестре Шарлотте в 1784 году.

## Потомки
В браке с Карлом родилось десять детей, из которых пятеро умерло ещё в раннем возрасте:
- Шарлотта Мекленбург-Стрелицкая (17 ноября 1769 — 14 мая 1818), замужем за Фридрихом, герцогом Саксен-Альтенбургским (29 апреля 1763 — 29 сентября 1834)
- Каролина Мекленбург-Стрелицкая (17 февраля 1771 — 11 января 1773)
- Георг Мекленбург-Стрелицкий (4 марта 1772 — 21 мая 1773)
- Тереза Мекленбург-Стрелицкая (5 апреля 1773 — 12 февраля 1839), замужем за Карлом Александром, 5-м князем Турн-и-Таксис (22 февраля 1770 — 15 июля 1827)
- Фридрих Мекленбург-Стрелицкий (1 сентября 1774 — 5 ноября 1774)
- Луиза Мекленбург-Стрелицкая (10 марта 1776 — 19 июля 1810), замужем за королём Пруссии Фридрихом Вильгельмом III (3 августа 1770 — 7 июня 1840)
- Фридерика Мекленбург-Стрелицкая (2 марта 1778 — 29 июля 1841), замужем за принцем Людвигом Карлом Прусским (5 ноября 1793 — 28 декабря 1796), затем за Фридрихом Вильгельмом, принцем Сольмс-Браунфельсским (22 октября 1770 — 13 апреля 1814) и позднее за Эрнстом Августом I Ганноверским (5 июня 1771 — 18 ноября 1851)
- Георг, великий герцог Мекленбург-Стрелицкий (12 августа 1779 — 6 сентября 1860), женат на Марии, принцессе Гессен-Кассельской (21 января 1796 — 30 декабря 1880)
- Фридрих Мекленбург-Стрелицкий (7 января 1781 — 24 марта 1783)
- Aвгуста Альбертина Мекленбург-Стрелицкая (19 мая 1782 — 20 мая 1782)